# ولادمیر گلفاند
ولادیمیر گلفاند (روسی: Влади́мир Ната́нович Ге́льфанд متولد ۱۹۲۳ مارس ۱، در روستای منطقه فرشته استان کیرووهراد از اوکراین. او در دنیپروپتروفسک درگذشت ۱۹۸۳ نوامبر ۲۵. نویسنده دفتر خاطرات روزانه، یک عضو از جنگ جهانی دوم.
شناخته شده به عنوان نویسنده خاطرات منتشر شده از سال خدمت در ارتش سرخ (۱۹۴۶-۱۹۴۱)، بارها و بارها در ترجمه به زبان آلمانی و سوئدی منتشر شده است.

## زندگی
از ماه مه ۱۹۴۲ تا نوامبر ۱۹۴۶ او به عنوان یک سرباز در ارتش سرخ خدمت کرد. او عضو حزب کمونیست اتحاد جماهیر شوروی از سال ۱۹۴۳. او در سال ۱۹۵۲ از دانشگاه گورکی در مولوتف فارغ التحصیل شد. از سال ۱۹۵۲ تا سال ۱۹۸۳ او به عنوان معلم تاریخ در دانشکده کار کرده است.
پس از خدمت در جبهه، گلفاند جوان یهودی ، نابودی و مرگ و رفاقت را  تجربه کرد.

## کتابهای چاپ شده
- ۲۰۰۲ — bbb battert بادن-بادن, آلمان, Tagebuch 1941—1946 (شابک ۳-۸۷۹۸۹-۳۶۰-۸)
- ۲۰۰۵ — Aufbau برلین, آلمان، Deutschland Tagebuch 1945—1946 (شابک ۳-۳۵۱-۰۲۵۹۶-۳)
- ۲۰۰۶ — Ersatz استکهلم, سوئد, Tysk dagbok 1945—46 (شابک ۹۱-۸۸۸۵۸-۲۱-۹)
- ۲۰۰۸ — Aufbau-Taschenbuch-Verlag برلین، آلمان، Deutschland Tagebuch 1945—1946 (شابک ۳-۷۴۶۶-۸۱۵۵۳)
- ۲۰۱۲ — Ersatz-کتاب الکترونیک استکهلم، سوئد، Tysk dagbok 1945—46 (شابک ۹۷۸۹۱۸۶۴۳۷۸۳۱)
- ۲۰۱۵ — Росспэн-مسکو روسیه Владимир Гельфанд. Дневник 1941–1946 (شابک ۹۷۸۵۸۲۴۳۱۹۸۳۵)
- ۲۰۱۶ — Росспэн-مسکو روسیه Владимир Гельфанд. Дневник 1941–1946 (شابک ۹۷۸۵۸۲۴۳۲۰۲۳۷)